# Marathon van Fukuoka 1952
De marathon van Fukuoka 1952 werd gelopen op zondag 7 december 1952. Het was de 6e editie van de marathon van Fukuoka. Aan deze wedstrijd mochten alleen mannelijke elitelopers deelnemen. Deze wedstrijd vond niet plaats in de stad Fukuoka, maar in Ube. De Japanner Katsuo Nishida kwam als eerste over de streep in 2:27.59.

## Uitslagen
| rang   | naam               | land | tijd    |
| ------ | ------------------ | ---- | ------- |
| Goud   | Katsuo Nishida     | JPN  | 2:27.59 |
| Goud   | Keizo Yamada       | JPN  | 2:29.37 |
| Zilver | Hideo Hamamura     | JPN  | 2:29.45 |
| Zilver | Hiroshi Uwa        | JPN  | 2:29.46 |
| Brons  | Keizo Yamada       | JPN  | 2:30.35 |
| 4      | Shunji Koyunagi    | JPN  | 2:31.40 |
| 4      | Hiroyaki Kuroki    | JPN  | 2:31.48 |
| 5      | Shunji Koyanagi    | JPN  | 2:32.31 |
| 5      | Kurao Hiroshima    | JPN  | 2:32.41 |
| 6      | Hideo Hamamura     | JPN  | 2:32.45 |
| 7      | Kiyoshi Shinozaki  | JPN  | 2:32.57 |
| 8      | ? Okazaki          | JPN  | 2:33.01 |
| 6      | Hiroshi Uwa        | JPN  | 2:34.39 |
| 9      | Teruhiko Hasegawa  | JPN  | 2:34.58 |
| 7      | Kiyoshi Shinozaki  | JPN  | 2:36.11 |
| 8      | Nobuyoshi Sadanaga | JPN  | 2:37.32 |
| 9      | Yoshihito Fujimoto | JPN  | 2:37.48 |
| 10     | Ichiro Murata      | JPN  | 2:39.26 |

1947 ·
1948 ·
1949 ·
1950 ·
1951 ·
1952 ·
1953 ·
1954 ·
1955 ·
1956 ·
1957 ·
1958 ·
1959 ·
1960 ·
1961 ·
1962 ·
1963 ·
1964 ·
1965 ·
1966 ·
1967 ·
1968 ·
1969 ·
1970 ·
1971 ·
1972 ·
1973 ·
1974 ·
1975 ·
1976 ·
1977 ·
1978 ·
1979 ·
1980 ·
1981 ·
1982 ·
1983 ·
1984 ·
1985 ·
1986 ·
1987 ·
1988 ·
1989 ·
1990 ·
1991 ·
1992 ·
1993 ·
1994 ·
1995 ·
1996 ·
1997 ·
1998 ·
1999 ·
2000 ·
2001 ·
2002 ·
2003 ·
2004 ·
2005 ·
2006 ·
2007 ·
2008 ·
2009 ·
2010 ·
2011 ·
2012 ·
2013 ·
2014 ·
2015 ·
2016 ·
2017